# Henryk Salwe
Henryk Jerzy Salwe (ur. 12 grudnia 1862 w Warszawie, zm. 5 listopada 1920 w Łodzi) – polski szachista żydowskiego pochodzenia.

## Kariera szachowa
Grę w szachy poznał w wieku 20 lat, jednak pierwsze znaczące sukcesy osiągnął mając 40 lat. Uzyskane na początku XX wieku wyniki przyniosły mu europejską sławę oraz miano jednego z najlepszych polskich szachistów ówczesnego okresu. Brał czynny udział w powstaniu Łódzkiego Towarzystwa Zwolenników Gry Szachowej, dzięki czemu w roku 1903 wystąpił w Kijowie w III Wrzechrosyjskim Turnieju Szachowym, zajmując IV miejsce. W 1905 zwyciężył (wraz z Oldřichem Durasem) w Barmen, natomiast na przełomie tego i następnego roku triumfował w Sankt Petersburgu w IV Wrzechrosyjskim Turnieju Szachowym, zdobywając tym samym tytuł mistrza Rosji. W kolejnych mistrzostwach imperium rosyjskiego (1907, Łódź) podzielił III miejsce (za Akibą Rubinsteinem i Siemionem Ałapinem, wraz z Eugene Znosko-Borowskim). W 1908 osiągnął największy sukces na arenie międzynarodowej, zajmując II lokatę (za Frankiem Marshallem) w Düsseldorfie. W następnych latach sukcesy osiągał już tylko w klubowych turniejach rozgrywanych w Łodzi, zwyciężając w latach 1912, 1914 i 1916 oraz zajmując II lokaty w 1915 i 1917 roku.
Rozegrał wiele meczów z czołowymi zawodnikami świata, m.in. z A.Rubinsteinem, Michaiłem Czigorinem, Jacques Miesesem, O.Durasem i Jefimem Bogolubowem. W latach 1913–1914 był współredaktorem szachowego dwutygodnika wydawanego w języku jidysz pt. Erszte jidisze szach-cejtung.
Według retrospektywnego systemu Chessmetrics, najwyższy ranking w karierze osiągnął w styczniu 1910 r., z wynikiem 2644 punktów zajmował wówczas 13. miejsce na świecie.